# Dirphya calabarica
Dirphya calabarica är en skalbaggsart som först beskrevs av Stefan von Breuning 1956.  Dirphya calabarica ingår i släktet Dirphya och familjen långhorningar.
Artens utbredningsområde är Nigeria. Inga underarter finns listade i Catalogue of Life.